# Боргоратто-Мормороло
Боргоратто-Мормороло, Борґоратто-Мормороло (італ. Borgoratto Mormorolo, п'єм. Borgoratto Mormorolo) — муніципалітет в Італії, у регіоні Ломбардія,  провінція Павія.
Боргоратто-Мормороло розташоване на відстані близько 430 км на північний захід від Рима, 60 км на південь від Мілана, 29 км на південь від Павії.
Населення — 430 осіб (2014).

## Демографія
Населення за роками:

Станом на 1 січня 2023 року в муніципалітеті офіційно проживав 101 іноземець з 11 країн, серед них 90 громадян країн Євросоюзу та 3 громадяни України.

## Сусідні муніципалітети
- Борго-Пріоло
- Фортунаго
- Монтальто-Павезе
- Руїно